# 相愛 (專輯)
《相愛》是香港歌手張學友的第三張粵語專輯，亦為其第四張錄音室專輯，唱片製作人為歐丁玉，由寶麗金唱片公司製作並於1986年10月23日發行。

## 簡介
《相愛》專輯總共收錄12首粵語歌曲，專輯封面與照片均在澳門取景，而日本與韓國等其他亞洲國家也製作了不同地區版本的CD。專輯中數首歌曲當年曾在香港流行一時，主打歌曲依派臺先後順序分別為《相愛》、《別戀》、《藍雨》、《溫馨》、《妳每句說話》與《飛機師的風衣》，當中《別戀》與《藍雨》等經典粵語歌曲至今仍常可在電臺中聽到，而改編自日本歌手德永英明《Rainy Blue》的《藍雨》，無論在香港或臺灣皆數次被其他歌手翻唱，且由於難度偏高，成為歌唱比賽節目參賽者爭相挑戰的歌曲，是華語流行音樂的經典歌曲之一。《溫馨》一曲則在當年的年輕樂迷中大熱，也被雀巢咖啡公司選為廣告主題曲，並在1986年至1988年間於香港各大電視臺播放，成為廣為人知的一支廣告。此外，非主打歌曲《初吻》也受到不少歌迷的喜愛。
2016年9月9日，華星娛樂為已故藝人張國榮推出從未曝光作品《哥哥的歌》紀念合輯，原來《飛機師的風衣》的樣本歌曲早於1986年7月30日就已由張國榮灌錄，但未曾出現於他生前的唱片，其後才改由張學友重新灌錄。

## 曲目
| 曲序 | 曲目                  |        | 作曲                   | 编曲          | 备注                                                                                                |
| ---- | --------------------- | ------ | ---------------------- | ------------- | --------------------------------------------------------------------------------------------------- |
| 1.   | 別戀                  | 小鯨魚 | 杉山洋介               | 盧東尼        | 第二主打 改編自日本組合SALLY的《mコードにHeartbreak》 國語版為《別戀》                              |
| 2.   | 妳每句說話            | 潘源良 | 和泉常寛               | 盧東尼        | 第五主打 改編自日本組合1986 Omega Tribe的《Your Graduation》 同曲國語曲目：邰正宵《我怎麼捨得你哭》 |
| 3.   | 初吻                  | 林振強 | Végvári Ádám           | 渡邊茂樹      | 改編自匈牙利組合Neoton Familia的《Karnevál》                                                        |
| 4.   | 相愛                  | 林敏驄 | 林敏怡                 | 林敏怡        | 第一主打 日語版為The Checkers的《悲しみよ腕の中へ》                                                 |
| 5.   | 小男人                | 盧永強 | Richard Yuen           | Richard Yuen  | 和音部分為陳慧嫻主唱 國語版為《二人世界》                                                           |
| 6.   | 狂傲                  | 盧國沾 | 見岳章                 | Richard Yuen  | 電影《執法先鋒》主題曲 國語版為《狂傲》                                                             |
| 7.   | 藍雨                  | 林振強 | 德永英明               | 盧東尼        | 第三主打 改編自日本歌手德永英明的《Rainy Blue》 國語版為《藍雨》                                    |
| 8.   | 飛機師的風衣          | 文井一 | 林敏怡                 | 林敏怡        | 第六主打 樣本歌曲由張國榮主唱 國語版為《繫情》                                                      |
| 9.   | Oh! No!（李克勤合唱） | 潘源良 | Pásztor László         | 渡邊茂樹      | 改編自匈牙利組合Neoton Familia的《No》                                                              |
| 10.  | 溫馨                  | 林敏驄 | 林敏驄                 | 林敏怡        | 第四主打 1987年雀巢咖啡廣告主題曲 國語版為《在我心深處》                                            |
| 11.  | 炸彈                  | 潘源良 | Donald Ashley Peter Ng | Donald Ashley | |
| 12.  | 清風                  | 鄧偉雄 | 顧嘉煇                 | 顧嘉煇        | 無線電視劇《孖寶太子》主題曲                                                                        |

## 音樂錄像

### 非原人演出
- 別戀（寶麗金卡拉OK碟聖張學友原裝金曲精選（1992年，原聲））
- 相愛（1990年卡拉OK的MV版本）（寶麗金金曲卡拉OK POL33006（1990年，原聲））
- 相愛（1992年卡拉OK的MV版本）（寶麗金卡拉OK碟聖張學友原裝金曲精選（1992年，原聲））
- 藍雨（1990年卡拉OK的MV版本）（寶麗金金曲卡拉OK POL33005（1990年，部份原聲））
- 藍雨（1991年卡拉OK的MV版本）（寶麗金卡拉OK碟聖9粵語歌曲精選（1991年，部份原聲））
- 藍雨（1992年卡拉OK的MV版本）（寶麗金卡拉OK碟聖張學友原裝金曲精選（1992年，原聲））
- 飛機師的風衣（寶麗金金曲卡拉OK POL33010（1990年，原聲））
- 溫馨（寶麗金卡拉OK碟聖張學友原裝卡拉OK精選Vol.2（1993年，原聲））